# Nigel Cox
Nigel Cox (* 13. Januar 1951 in Pahiatua; † 28. Juli 2006 in Wellington) war ein neuseeländischer Autor und Museumsdirektor.

## Frühe Jahre und erste Romane
Nigel Cox wuchs in der Gegend von Wairarapa und Lower Hutt auf und arbeitete bis 1977 als Fließbandarbeiter bei Ford, Vertreter und Fahrer. Anschließend war er als Buchhändler in Auckland und Wellington tätig. Parallel entstanden seine ersten beiden Romane Waiting for Einstein (1984) und Dirty Work (1987). Die Geschichten sind jeweils in Wellington angesiedelt.
Für Dirty Work gewann Cox 1988 den Bucklands Memorial Literatur Preis sowie 1991 die Katherine Mansfield Memorial Fellowship. Im Jahr 1993 begann seine Arbeit im Museum Te Papa, Neuseeland. Während dieser Zeit veröffentlichte er eine Reihe von Artikeln, aber keine neuen Romane.

## 2000–2006
Mit der Veröffentlichung von Skylark Lounge im Jahr 2000 endete eine 13-jährige Schreibpause. Im selben Jahr verließ Cox mit seiner Familie Neuseeland, um gemeinsam mit seinem Landsmann Ken Gorbey das neue Jüdische Museum Berlin aufzubauen. In seiner Zeit in Berlin konnte er 2004 seinen vierten Roman, Tarzan Presley der Öffentlichkeit vorlegen. Das Buch wurde in der Kategorie Fiktion für die Montana New Zealand Book Awards für 2005 nominiert, wo es trotz eines Copyright-Streits in den USA in der Jury-Bewertung den zweiten Platz belegte.
Im März 2005 kehrte die Familie Cox nach fünf Jahren nach Neuseeland und ans Museum Te Papa zurück. Sein fünfter Roman Responsibility (2005), der in Berlin spielt, war 2006 wiederum Zweiter bei den Montana New Zealand Book Awards.
2006 wurde Dirty Work bei  Victoria University Press  neu aufgelegt.
Am 28. Juli 2006, nur vier Tage, nachdem der Autor an den Montana New Zealand Book Awards teilnahm, erlag er dem Krebs, gegen den er bereits einige Zeit gekämpft hatte. Cox wurde 55 Jahre alt und hinterließ seine Frau Susanna Andrew und die drei Kinder Kate, Andrew-Jack and Frank. Zum Zeitpunkt seines Tode arbeitete er an der letzten Überarbeitung seines sechsten Buches The Cowboy Dog, das schließlich im November 2006 in Neuseeland erschien.

## Romane
- Waiting for Einstein (1984)
- Dirty Work (1987)
- Skylark Lounge (2000)
- Tarzan Presley (2004)
- Responsibility (2005)
- The Cowboy Dog (2006)